# حسن صعب
حسن صعب (15 أكتوبر 1922 - 25 يوليو 1990)، مستشار لبنان الثقافي في أمريكا الشمالية، أستاذ محاضر سابقا في علم السياسة في الجامعة اللبنانية وجامعة بيروت الأمريكية.

## مؤلفاته
رغم ان معظم مؤلفاته قد نشرت بالعربية، إلا أن بعض أعماله متاح فقط باللغة الإنجليزية، ومن مؤلفاته:
- الفيدرالية العربية في الإمبراطورية العثمانية، 1958
- المدرسة العقلانية في السياسة اللبنانية- (1966).
- الصهيونية والعنصرية، 1968
- مقدمة لدراسة علم السياسة
- نظرة جديدة إلى الاتحاد العربي